# Synanthedon cruentata
Synanthedon cruentata is een vlinder uit de familie van de wespvlinders (Sesiidae). De wetenschappelijke naam van de soort is voor het eerst geldig gepubliceerd in 1859 door Mann.